# Alemão (ur. 1961)
Alemão, właśc. Ricardo Rogério de Brito (ur. 22 listopada 1961 w Lavras) – brazylijski piłkarz. Grał na Mistrzostwach Świata w 1986 i 1990. 36 razy wystąpił w reprezentacji Brazylii, zdobył w niej 6 bramek. Był zawodnikiem takich klubów jak: Fabril Esporte Clube, Botafogo de Futebol e Regatas, Atlético Madryt, SSC Napoli, Atalanta BC, São Paulo FC i Volta Redonda Futebol Clube, gdzie zakończył karierę w 1996 roku. Największe sukcesy osiągnął z Napoli - w 1989 roku zdobył Puchar UEFA, a w 1990 wywalczył mistrzostwo Włoch. W 1994 roku wraz z São Paulo wygrał Recopa Sudamericana i Copa CONMEBOL.